# Sead Mahmutefendić
Sead Mahmutefendić (* 29. Mai 1949 in Sarajevo) ist ein kroatisch-bosnischer Dichter, Romancier, Erzähler, Essayist, Publizist und Literaturkritiker.

## Leben
In Konjic besuchte er die Grundschule und das Gymnasium. An der Universität Belgrad studierte er zunächst an der Fakultät für Philologie. Nach seinem Abschluss 1973 begann er seine literarische Arbeit. Er schrieb bei Magazinen, Zeitungen und Radiostationen in Kroatien, Bosnien und Herzegowina und Serbien. Er verfasste Prosawerke, Romane, Essays, Kolumnen sowie eine Sammlung von Gedichten. Er ist Mitglied der Schriftstellervereinigung DHK in BiH. Seine Werke wurden in Russisch, Englisch, Spanisch, Deutsch, Französisch, Italienisch, Niederländisch und Mazedonisch veröffentlicht. Er lebt und arbeitet in Rijeka und Sarajevo.

## Publikationen (Auswahl)
- Kelvinova Nula, Sarajevo, Zalihica, 2005
- Ribe i jednooki Jack, Sarajevo, Zalihica, 2005
- Koliko je to Japanski, Wuppertal, Das bosnische Wort, 2002
- "Zero Kelvin" Nákladní zavod Matice, Zagreb, 1993.
- "Fish and One-Eyed Jacks" Zagreb, 1995. ISBN 953-6092-09-3
- "Centrifugalni građani", Meander, Zagreb, 1996.
- "Zezanje Salke Piri", Meander, Zagreb, 1997.
- "Demoni",   Wuppertal-Tuzla, 2000.
- Ribe i jednooki Jack : dijabolična komedija u obliku apsolutnog romana, Verlag Sarajevo Zalihica, 2005
- "Placebo: The Beauty and Horror of Lies", xLibris, USA, 2014.
- "Čovjek koji pljuje svoj grob", Bosanska riječ Tuzla, 2016.
- "Mjesto na kojem je neko pojeo cvijet", Bosanska riječ Tuzla, 2017.